# زبان دهانور رای
دْهانور یا رای زبانی‌است که هندوآریاییهای نپال در بخش‌هایی از این کشور بدان سخن‌می‌رانند. این زبان عضوی از خانوادهٔ زبان‌های هندوآریایی است، ولی در هیچ یک از دسته‌بندی‌های این خانواده جای‌نمی‌گیرد.
همچنین این زبان هیچ پیوندی با زبان رای-که از خانواده زبان‌های چینی-تبتی است و در بخش‌هایی از نپال گویشورانی دارد- ندارد.